# سنجاب قرمز (فیلم)
سنجاب قرمز (اسپانیایی: La ardilla roja‎) یک فیلم درام اسپانیایی به کارگردانی خولیو مدم است که در سال ۱۹۹۳ منتشر شد.

## بازیگران
- اما سوآرس
- کارا الخالده
- ماریا بارانکو
- کارملو گومس
- نانچو نُـوو
- گوستاوو سالمرون
- النا ایروئتا
- چما بلاسکو